# آرون گراندی
آرون گراندی (انگلیسی: Aaron Grundy؛ زادهٔ ۲۱ ژانویهٔ ۱۹۸۸) بازیکن فوتبال اهل بریتانیا است.
از باشگاه‌هایی که در آن بازی کرده‌است می‌توان به باشگاه فوتبال کمبریج یونایتد، باشگاه فوتبال بری، باشگاه فوتبال بارسکو، باشگاه فوتبال چورلی، باشگاه فوتبال فلیتوود، و باشگاه فوتبال یونایتد آف منچستر اشاره کرد.